# 刺孢散囊菌
刺孢散囊菌（学名：Eurotium echinulatum）是属于散囊菌目发菌科散囊菌属的一种真菌，可生长在土壤、牛粪、无花果等基物上。该种分布于中国、美国、荷兰、挪威、西班牙、英国、前南斯拉夫等地。
刺孢散囊菌是棕褐曲霉（Aspergillus brunneus）的有性型。